# Johann Lonaeus van den Bosch
Johann Lonaeus van den Bosch, auch Johannes Lonäus Boscius (* 1514 in Looz; † 22. Januar 1585 in Ingolstadt) war ein Mediziner und Professor für Rhetorik.

## Leben
Johannes Lonäus Boscius wurde 1558 als Rhetorikprofessor von Löwen an die Universität Ingolstadt berufen. 1560 wechselte er an die Medizinische Fakultät. Er verfasste eine Vielzahl medizinischer Schriften. Am 22. Januar 1585 starb er in Ingolstadt.

## Werke (Auswahl)
- De peste (1562): Über die Pest
- Descriptio balneorum Wembdingensium [...]. Ingolstadt 1567.
- De humano Conceptu et Faetu (1576): Über die menschliche Empfängnis und dem Fötus
- De Lapidibus in humano corpore (1580): Über Steine im menschlichen Körper